# 8898 Linnaea
A 8898 Linnaea (ideiglenes jelöléssel 1995 SL5) a Naprendszer kisbolygóövében található aszteroida. G. Emerson fedezte fel 1995. szeptember 29-én.